# Cordilheira de Petchabun

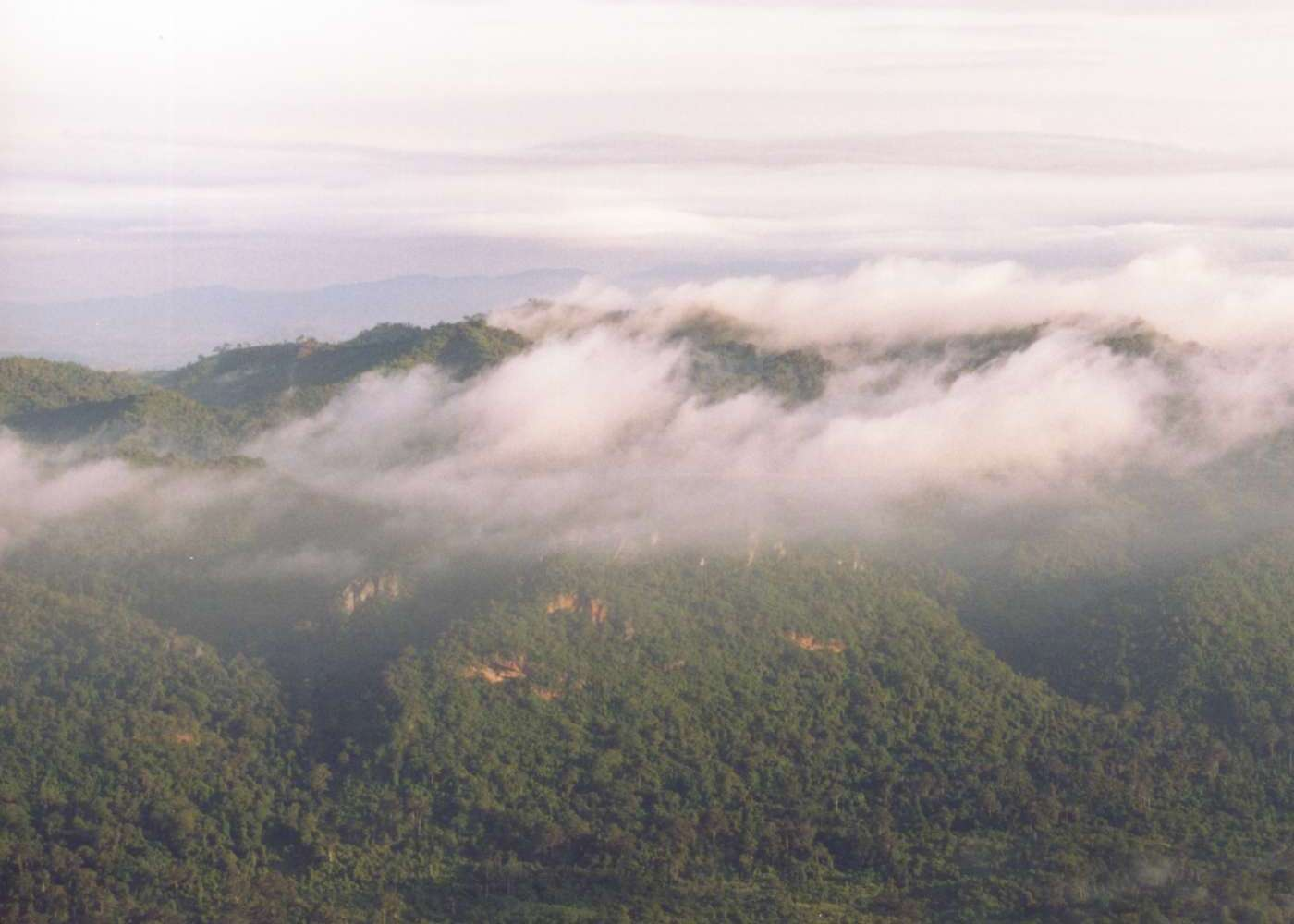

A Cordilheira de Phetchabun é uma cordilheira na Tailândia. Estende-se na direção norte-sul e separa o vale do rio Chao Phraya da Tailândia central. O nome da cordilheira vem da cidade de Phetchabun, que está localizada nas montanhas. Até recentemente a cordilheira era uma barreira natural entre as duas partes da Tailândia, até que se construiu uma estrada de ferro e uma auto-estrada de Bangkok a Nakhon Ratchasima.
Vários parques nacionais e reservas florestais estão localizadas nas montanhas. Em 2005, esses locais foram aceitos pela UNESCO como possíveis Patrimônios Mundiais . 